# Baptysterium Arian w Rawennie
Baptysterium Arian w Rawennie (wł. Battistero degli Ariani) – baptysterium w Rawennie, zbudowane pod koniec V wieku. Wchodzi w skład zespołu zabytkowego Zabytki wczesnochrześcijańskie w Rawennie, który został w 1996 roku wpisany na listę światowego dziedzictwa UNESCO.
Jest jedynym baptysterium, zbudowanym specjalnie dla potrzeb kultu ariańskiego, które zachowało się do naszych czasów.

## Historia
Baptysterium Arian zostało zbudowane pod koniec V wieku przez władcę ostrogockiego Teodoryka, zwolennika arianizmu, doktryny chrześcijańskiej odrzucającej dogmat Trójcy Świętej, uznanej za herezję na soborze w Nicei w 325 roku. Obok baptysterium Teodoryk zbudował nową katedrę ariańską (obecnie bazylika Spirito Santo). Baptysterium ariańskie jest dość podobne do swojego ortodoksyjnego poprzednika, również jeśli chodzi o mozaikę na wewnętrznej kopule. W 540 roku Bizantyjczycy zajęli Rawennę, kładąc kres rządom arian i Germanów we Włoszech. Około 10 lat później cesarz Justynian I Wielki przekazał baptysterium ortodoksyjnej (katolickiej) społeczności miasta. W 561 roku zostało ono ponownie poświęcone, otrzymując wezwanie Maryi Dziewicy. Według Liber Pontificalis tego poświęcenia dokonał arcybiskup Rawenny Agnello (557–570). Baptysterium zostało włączone w obręb większego kompleksu, który obejmował również klasztor, wymieniony przez Agnellego w żywocie arcybiskupa Sergiusza. W okresie egzarchatu baptysterium podlegało bazylianom, którzy przekształcili je w kościół pod wezwaniem Santa Maria in Cosmedin. Zyskało w tym czasie bogaty wystrój wnętrza. W XI wieku na terenie kompleksu zamieszkali benedyktyni, którzy pozostawali tam do 1441 roku. W połowie XV wieku kościół Santa Maria in Cosmedin został powierzony duchowieństwu świeckiemu, a pieczę nad nim papież Eugeniusz IV przekazał kardynałowi Bessarionowi. W okresie późniejszym świątynią opiekowali się kolejni prałaci lub urzędujący opaci. W XVI wieku pieczę nad obiektem przejęli bracia Baldassar i Corrado Grassi z Bolonii, przeprowadzając w nim ważne prace konserwatorskie. W drugiej połowie XVII wieku od zachodniej strony baptysterium wzniesiono budynek, zwany oratorium Krzyża, przekształcając baptysterium w jego apsydę, przez co całkowicie zatraciło ono swój pierwotny wygląd zewnętrzny. W XIX wieku baptysterium przeszło w ręce prywatne, a w 1914 roku zostało zakupione przez państwo włoskie. Podczas II wojny światowej kompleks poniósł ciężkie straty na skutek alianckich bombardowań. Po wojnie został odrestaurowany. Prace konserwatorskie przeprowadzone zostały pod nadzorem komisji ds. zabytków w Rawennie.

## Architektura i wnętrze
Baptysterium, położone na południowy zachód od dawnej katedry ariańskiej, jest niewielkim, ceglanym budynkiem na planie ośmiokąta, złożonym z czterech boków płaskich i czterech boków z wystającymi apsydami, z których ta po stronie wschodniej jest największa. Każda z apsyd jest nakryta płytkim dachem. Pierwotnie wokół siedmiu z ośmiu boków istniało obejście, szerokie na 1,9 m, odkryte dopiero w trakcie prac wykopaliskowych, przeprowadzonych w latach 1916–1919 przez Gerolę. Obecnie baptysterium jest położone około 2,31 m poniżej poziomu gruntu.

### Mozaika

Mozaika Chrzest Chrystusa na sklepieniu kopuły

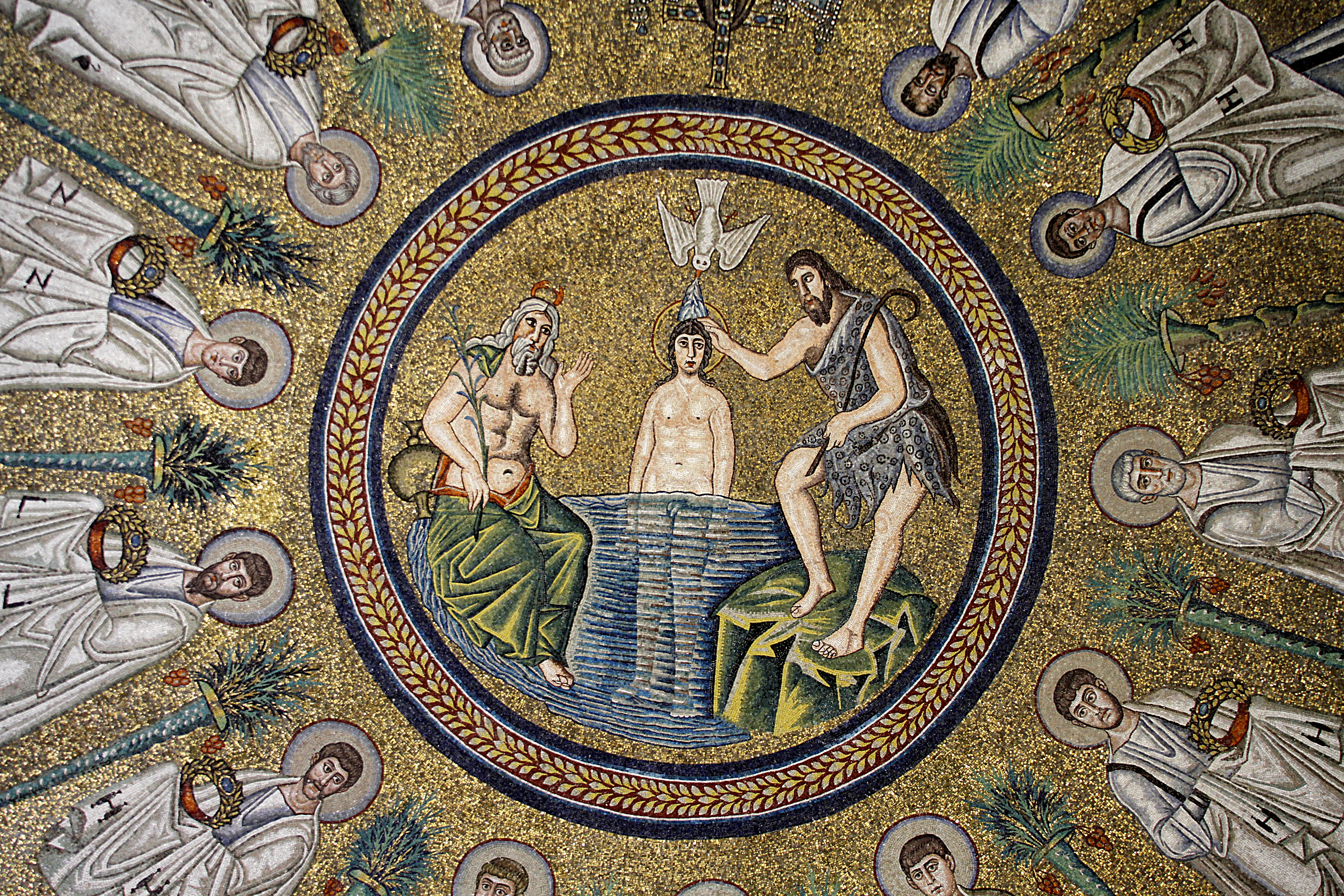
Fragment mozaiki Chrzest Chrystusa

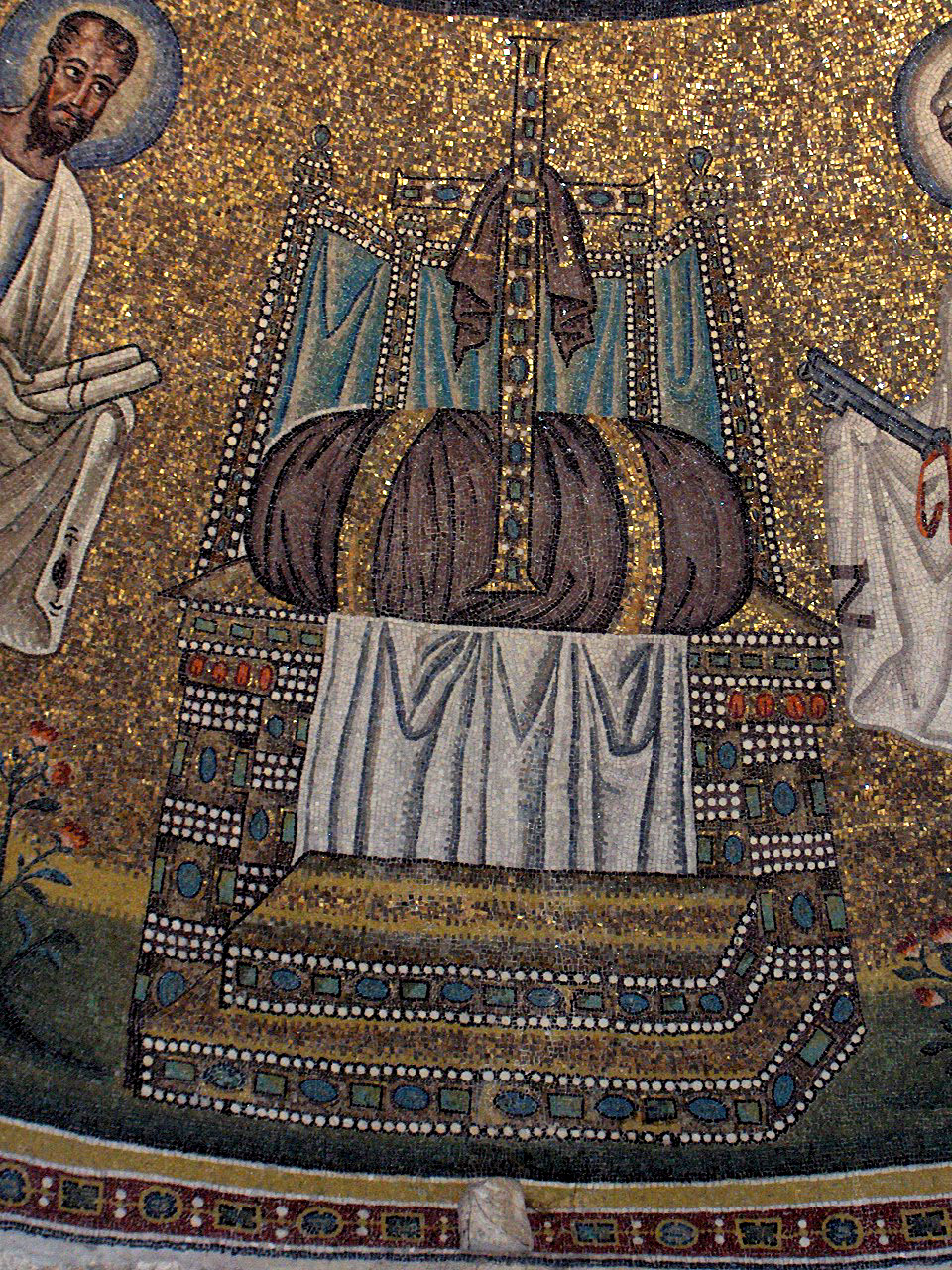
Fragment mozaiki – crux gemmata

Nie zachowały się dekoracje, które niegdyś pokrywały ściany baptysterium, jedynie na sklepieniu kopuły wciąż widnieje mozaika, przedstawiająca chrzest Chrystusa w otoczeniu dwunastu Apostołów, inspirowana najwyraźniej motywami z baptysterium Ortodoksów, choć użytymi w uproszczonej formie. Widniejący w centrum kompozycji Chrystus został ukazany jako młodzieniec stojący po pas w przezroczystej wodzie rzeki Jordan, symbolizowanej przez brodatego starca z czerwonymi kończynami krabów na głowie, trzymającego w dłoni trzcinę i dzban, z którego wypływa woda rzeczna. Naprzeciw niego stoi św. Jan Chrzciciel, ubrany w tunikę ze skór zwierzęcych i kładący prawą rękę nad głowie Chrystusa, na którą biała gołębica wylewa z góry wodę. Centralny medalion otacza dwunastu Apostołów podzielonych na dwie grupy i niosących w zasłoniętych dłoniach korony – symbole męczeństwa i zwycięstwa nad śmiercią. Pierwszą ich grupę prowadzi św. Piotr, trzymający klucze, a drugą św. Paweł z dwoma zrolowanymi zwojami w rękach. Obie grupy zbliżają się do wystawnego, realistycznie potraktowanego tronu, na którym leży duża fioletowa poduszka ze spoczywającym na niej krzyżem wysadzanym klejnotami (crux gemmata). Dzięki badaniom naukowo-technicznym mozaiki zdołano ustalić, że medalion centralny ze sceną chrztu, tronem oraz figurami św. Piotra i św. Pawła powstał w okres panowania Teodoryka, podczas gdy pozostałe fragmenty zostały prawdopodobnie wykonane w połowie VI wieku, na co wskazuje inny styl oraz użycie odmiennych materiałów.